# Ростовский государственный цирк
Ростовский государственный цирк — цирк города Ростова-на-Дону, здание которого построено в 1957 году, находящийся в непосредственном подчинении Росгосцирка.

## Предыстория
Цирк в Ростове-на-Дону, как и во многих других городах начинался с передвижных шапито. Первое стационарное здание — летний цирк борца Буля было построено в конце XIX века на Большой Садовой, возле Покровского базара. После этого были открыты летний цирк на ул. Скобелевской, ныне — Красноармейская (сейчас на его месте находится Политехнический техникум) и шапито во дворе нынешнего здания Дома Офицеров. Дольше всего просуществовал ещё один летний цирк на Большой Садовой, расположенный в бывшем кинотеатре «Арс», возле Дворца пионеров. Его закрыли уже после того, как появилось новое здание Ростовского зимнего цирка.

## Первые здания
В XIX веке в центре Ростова находился большой участок земли, принадлежавший купцам Машонкиным и ограниченный Таганрогским (ныне — Будённовским) проспектом, Сенной улицей (ныне — ул. им. Максима Горького) и Почтовым переулком (пер. Островского). В конце девяностых годов на нём был построен деревянный цирк-театр, летний театр и кафе-шантан «Буфф». Здание цирка имело ряд недостатков, самым существенным из которых была высокая огнеопасность, повлекшая за собой запрет тогдашнему арендатору цирка М. Н. Злобину на установку в здании «парового котла для отопления и электрического освещения».
В начале XX века деревянное здание снесли, и на его месте 12 октября 1906 года был открыт Машонкинский театр, располагавшийся в каменном здании и вмещавший в себя до 1500 посетителей. В здании театра могли проводиться представления различных жанров, однако его чрезвычайно высокий потолок, необходимый для цирковых номеров, сильно ухудшал акустику и создавал проблемы для театральных поставок, а сцена не имела никаких механических приспособлений.
Несмотря на это, в 1920-х годах он был переименован в Большой театр и получил статус главного театра Ростова-на-Дону. Вскоре в новоиспечённый Большой театр переводят артистов театра имени Луначарского (бывшего Асмоловского театра), труппа которого к тому времени осталась «бездомной» из-за пожара, уничтожившего старое здание театра.
В 1931 году театр был реконструирован: опустили потолок, перемонтировали зрительный зал, механизировали сцену. Однако это мало улучшило условия работы в театре. 1 октября 1935 года завершилась работа труппы Большого театра в этом здании, и он переехал в новое здание, названное Театр имени Горького. После этого здание отдали Театру музыкальной комедии, а во время войны театр сгорел.

## Здание цирка
Решение о восстановлении цирка в Ростове было принято в ещё конце 1940-х годов, но открыли новое здание только 1 августа 1957 года.
Цирк был построен по проекту архитекторов Г. А. Петрова и А. В. Барулина. Здание рассчитано на 1490 мест и долгое время являлось самым большим цирком в Европе. Строил цирк его первый директор Гавриил Алиев, начинавший администратором цирка Чинизелли в 1918 году в Петрограде.
Одной из основных задач проекта было вписать зрительный зал цирка диаметром в 32,5 м в сохранившиеся стены старого цирка. Установленный на 24 колоннах купол цирка начинается на высоте 18 м и выполнен из монолитного железобетона. Это был первый в Советском Союзе опыт строительства свода двойной кривизны из такого материала. Для размещения любой нужной для номеров воздушной аппаратуры был применен ещё один, новаторский по тем временам, подход — в центре купола установили колосниковую решетку, состоявшую из 152 колосников, каждый из которых выдерживает вес до 250 килограммов.
В отличие от стандартно используемых сварных металлоконструкций, по предложению инженера Н. Т. Кейда, монолитный железобетон было решено применить и для «гребёнки» амфитеатра — основания, на котором монтируются зрительские кресла. Таким образом зрительный зал представляет собой железобетонную чашу с толщиною стенок в 12 см, внутренняя сторона которой являла собой основание амфитеатра, а внешняя — стену фойе. Для создания правильной акустики в зрительном зале купол сперва был отделан специальным звукопоглощающим картоном — арборитом, а потом обтянут поплином.

## Фронтон
На фасаде цирка расположены две скульптуры акробатов, а венчает здание квадрига, официально называющаяся — «Наездница с фанфаристами». Причём делали их дважды. Первый раз фигуры делались в Ростове, из железобетона, бригадой харьковских художников под руководством скульптора Шнеера. Моделью для наездницы послужила работавшая на строительстве цирка ростовчанка — М. И. Матрёнина-Гетманенко. Однако всего через несколько лет скульптуры стали сыпаться. Шнеер получил повторный заказ и, на этот раз, выполнил фигуры из укреплённой на каркасе листовой меди. Изготовление скульптур шло в Ленинграде, и новой натурщицей стала жена известного клоуна Константина Бермана.
- Памятные доски на здании цирка
- Милаеву Е. Т.
- Филатову И. Л.